# Rubus adornatoides
Rubus adornatoides är en rosväxtart som beskrevs av Heinrich E. Weber. Rubus adornatoides ingår i släktet rubusar, och familjen rosväxter. Inga underarter finns listade i Catalogue of Life.